# 羅斯巴赫河 (埃姆舍爾河支流)
51°31′55″N 7°25′19″E / 51.53189°N 7.42192°E

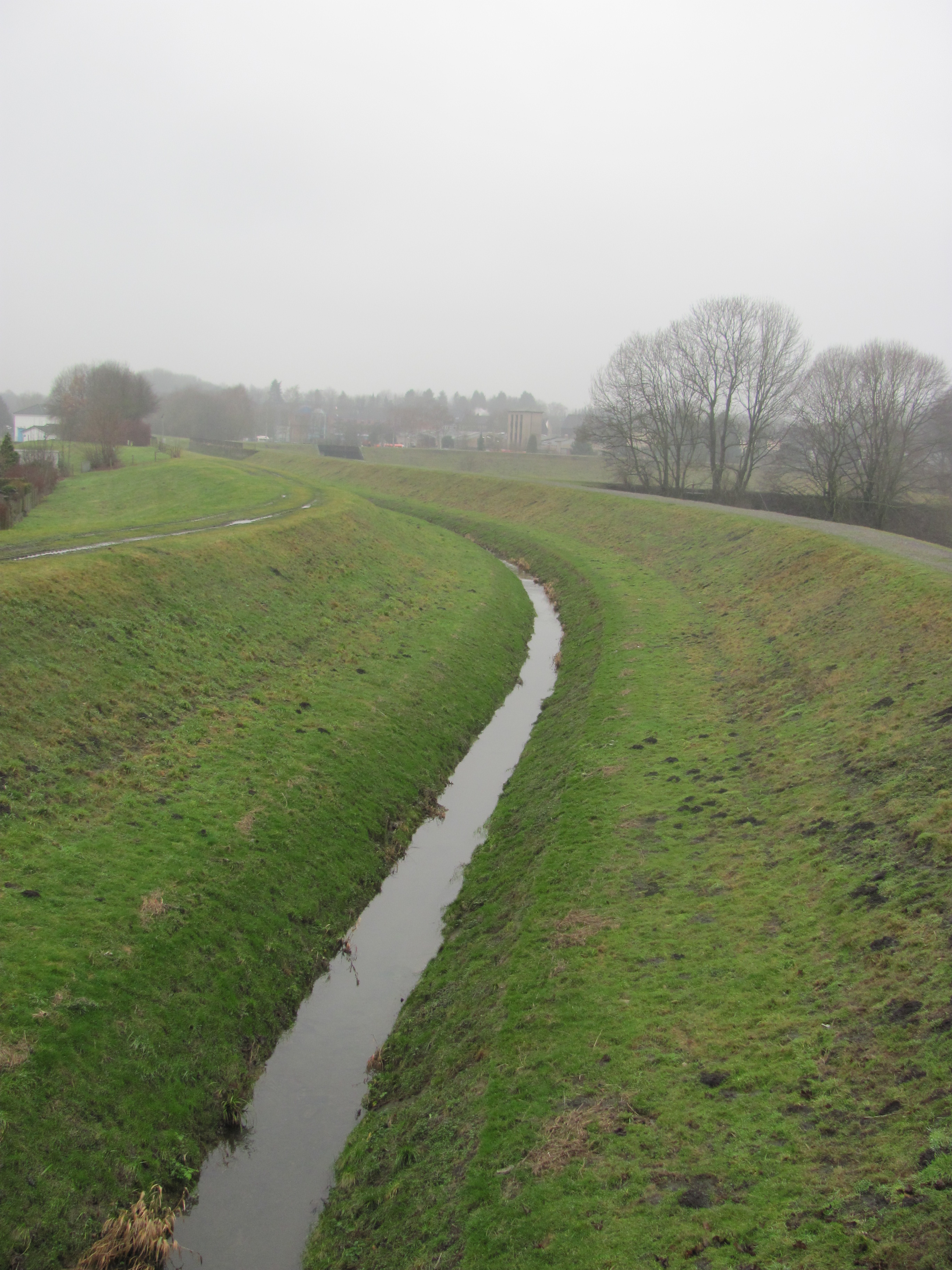

羅斯巴赫河（德語：Roßbach），是德國的河流，位於該國西部，流經北萊茵-威斯特法倫州，屬於埃姆舍爾河的左支流，河道全長7.6公里，流域面積30.9平方公里。